# Marko Vidaković
Marko Vidaković dr. ing. (Srijemska Mitrovica, 1890. – Zagreb, 1976.), hrvatski arhitekt, urbanist i publicist.
Završio je arhitetonski fakultet u Beču i Pragu, te doktorirao 1939. godine - promoviran je u veljači 1940, kao prvi doktor tehničkih znanosti na Univerzitetu u Beogradu. Djelovao je u Zagrebu.
Po čemu ga pamti povijest hrvatske arhitekture jest vila Pfeffermann u Jurjevskoj 27 (danas Veleposlanstvo Češke Republike) u Zagrebu, također iz 1928, koja je uz Ulrichov Veslački dom najraniji primjer domaće funkcionalističke arhitekture međunarodnog stila. Vila je specifičnog L-tlocrta, koji u glavnom traktu presijeca pravokutnik tvoreći prostrani dnevni boravak iz koga nas spaja stubište s gornjom etažom. Specifičnost vile naglašena je vertikala svjetlarnika, kojom se prvi put u hrvatskoj arhitekturi dematerijalizira ploha zida, stvarajući privid širenja unutrašnjosti vile prema vrtu i ulici. Maestralno komponiranje zidnih ploha, poigravanje s masama, volumenima i ritmom — istodobno i jednostavno i složeno, vili daje gotovo skulpturalni karakter neponovljiva vizualnog dojma.
Vila Pfeffermann posljednje je njegovo važnije realizirano djelo. Sačuvani projekti iz 1930-ih za tramvajska stajališta (1930.), umjetnički dom (1930.), kliniku za otorinolaringologiju (1940.), u Zagrebu pokazuju kako se radilo o iznimno talentiranom arhitektu koji je potpuno usvojio oblikovni jezik moderne arhitekture. U njezinu širenju na području Hrvatske i Jugoslavije odigrao je važnu ulogu putem tekstova koje je objavljivao u časopisu Arhitektura iz Ljubljane, kao i u zagrebačkim te beogradskim novinama.

## Humanitarni rad: spašavanje djece u II. svjetskom ratu
Bio je angažiran u vodstvu dobrotvorne organizacije Unutarnji jugoslovenski front. Ta je udruga od dobrotvornih prihoda oformila značajan kapital koji je stvarao prihode koji su se tijekom II. svjetskog rata pokazali odlučnim za spašavanje velikog broja siročadi u NDH, prije svega srpske etničke pripadnosti. Problem je rastao tijekom 1942. godine, kako su njemačke vojne snage upućivale na prisilni rad u Njemačku sve veći broj civila srpske etničke pripadnosti, u čijim su se selima uglavnom opskrbljivali partizani. Djeca su stoga u velikom broju ostajala nezbrinuta i izložena smrtnoj pogibli. U tom radu je M. Vidaković blisko surađivao s humanitarkom Dianom Budisavljević i nadbiskupom Alojzijem Stepincem.
Od sredine 1944. godine je Marko Vidaković nastavio humanitarni rad odvojeno od Diane Budisavljević.